# Indiens astronomiska observatorium
Indiens astronomiska observatorium (IAO), eller Hanle-observatoriet är ett av världens högst belägna astronomiska observatorier. Det är beläget på Saraswati-berget vid Hanle med distriktshuvudstaden Leh i det indiska unionsterritoriet Ladakh som närmaste större stad.
Observatoriet har utrustning för optisk, infraröd och gamma-astronomi och drivs av Indian Institute of Astrophysics i Bangalore. Med en höjd över havet av 4500 meter är det platsen för det näst högst belägna optiska teleskopet i världen.
Observatoriet har bra observationsförhållanden hela året med ungefär 255 nätter per år då det går att bedriva spektroskopiska studier och med en årlig nederbörd på mindre än 100 millimeter, eftersom monsunregnen inte når hit. Området kännetecknas dessutom av låg luftfuktighet, mörka nätter och litet luftföroreningar.

## Historik
Det var i slutet av 1980-talet en kommitté ledd av professor B. V. Sreekantan rekommenderade en satsning på ett stort indiskt teleskop. Först 1992 inleddes inventeringen av lämpliga platser, under överinseende av professor Arvind Bhatnagar. Den lämpligaste platsen bedömdes vara vid Hanle.
Natten mellan den 26 och 27 september 2000 invigdes observatoriets 2-metersteleskop.
En satellitlänk mellan Centre for Research and Education in Science and Technology (CREST) i Bangalore och Hanle öppnades den 2 juni 2001.

## Utrustning
Observatoriet har två aktiva teleskop:
- 2,01 meters Himalaya Chandra-teleskopet (HCT) på optiska och infraröda våglängder.
- Gamma-teleskopet High Altitude Gamma Ray Telescope (HAGAR)

HCT-teleskopet fjärrstyrs från Centre for Research and Education in Science and Technology (CREST) i Bangalore via satellitlänken.

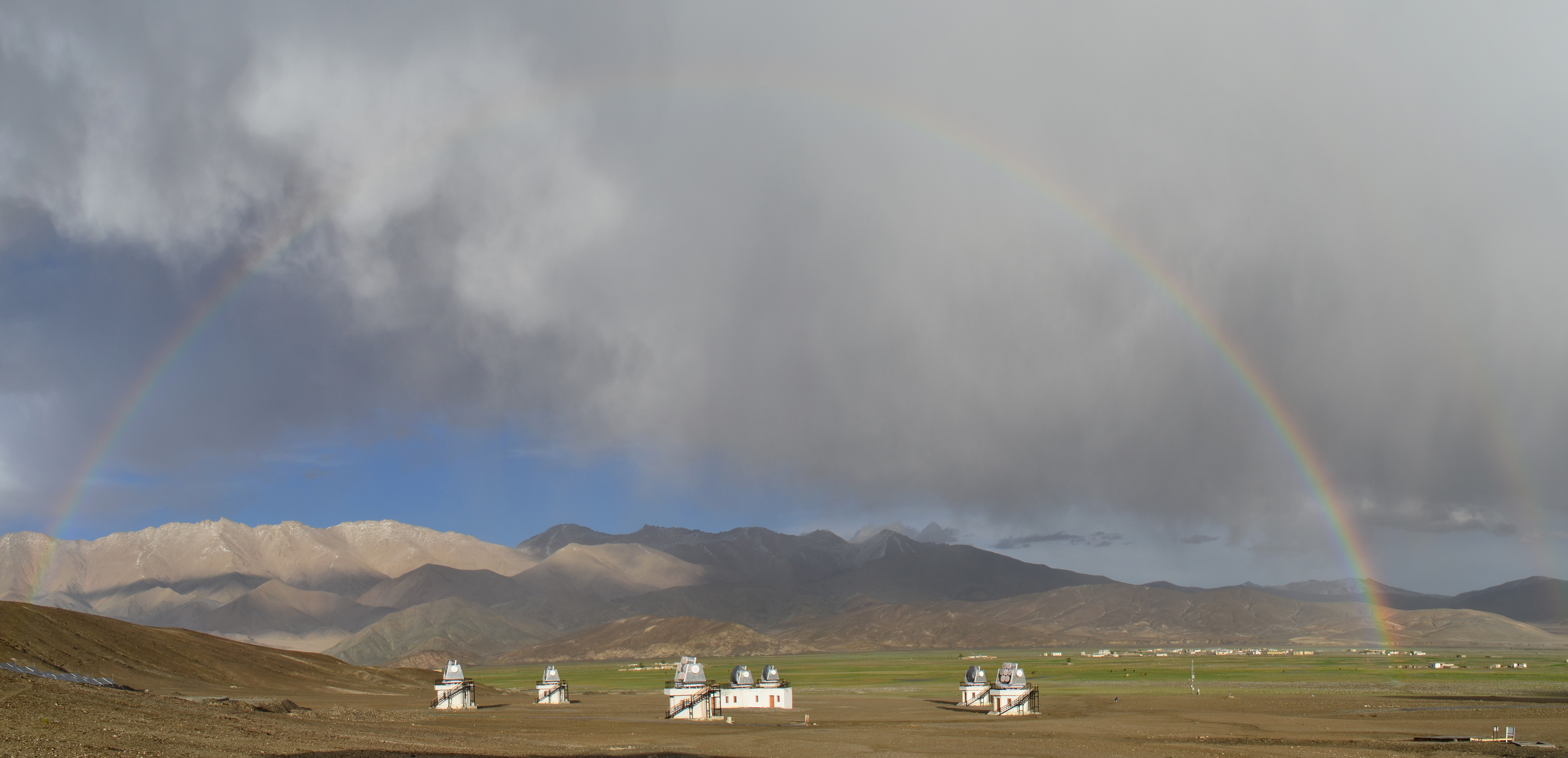
HAGAR-teleskopet som fungerar på gamma-våglängder.

 

## MACE
Byggandet pågår dessutom av världens nästa största gamma-teleskop, Major Atmospheric Cerenkov Experiment Telescope (MACE). Det byggs på uppdrag av Bhabha Atomic Research Centre och kan efter förseningar komma att vara klart vid årsskiftet 2016/17. Det kommer att styras via satellitlänk, på samma sätt som HAGAR. MACE blir med 21 meter i diamter näst störst i världen, efter High Energy Stereoscopic System (HESS) i Namibia (28 meter i diameter).

### Specifikationer
- Byggs av: Electronics Corporation of India, Hyderabad
- Diameter: 21 meter
- Vikt: 180 ton
- Azimut: −270° till +270°
- Elevation: −26° till +165°
- Yta: 356 m²
- Energiomfång: 20-100 GeV och också bortom 5 TeV

## ATO
Indian Institute of Astrophysics planerar vidare tillsammans med McDonnell Center for the Space Sciences vid Washington University i St. Louis att samordna två 0,5 meters Cassegrain-teleskop för att bevaka aktiva galaxkärnor. Ett av instrumenten ska placeras vid Hanle-observatoriet. Utrustningen som kommer att vara åtskild med 180 grader i longitud kallas Antipodal Transient Observatory, ATO (ungefär antipodiskt åtskilda observatoriet).